# Schloss Liebenstein (Arnreit)

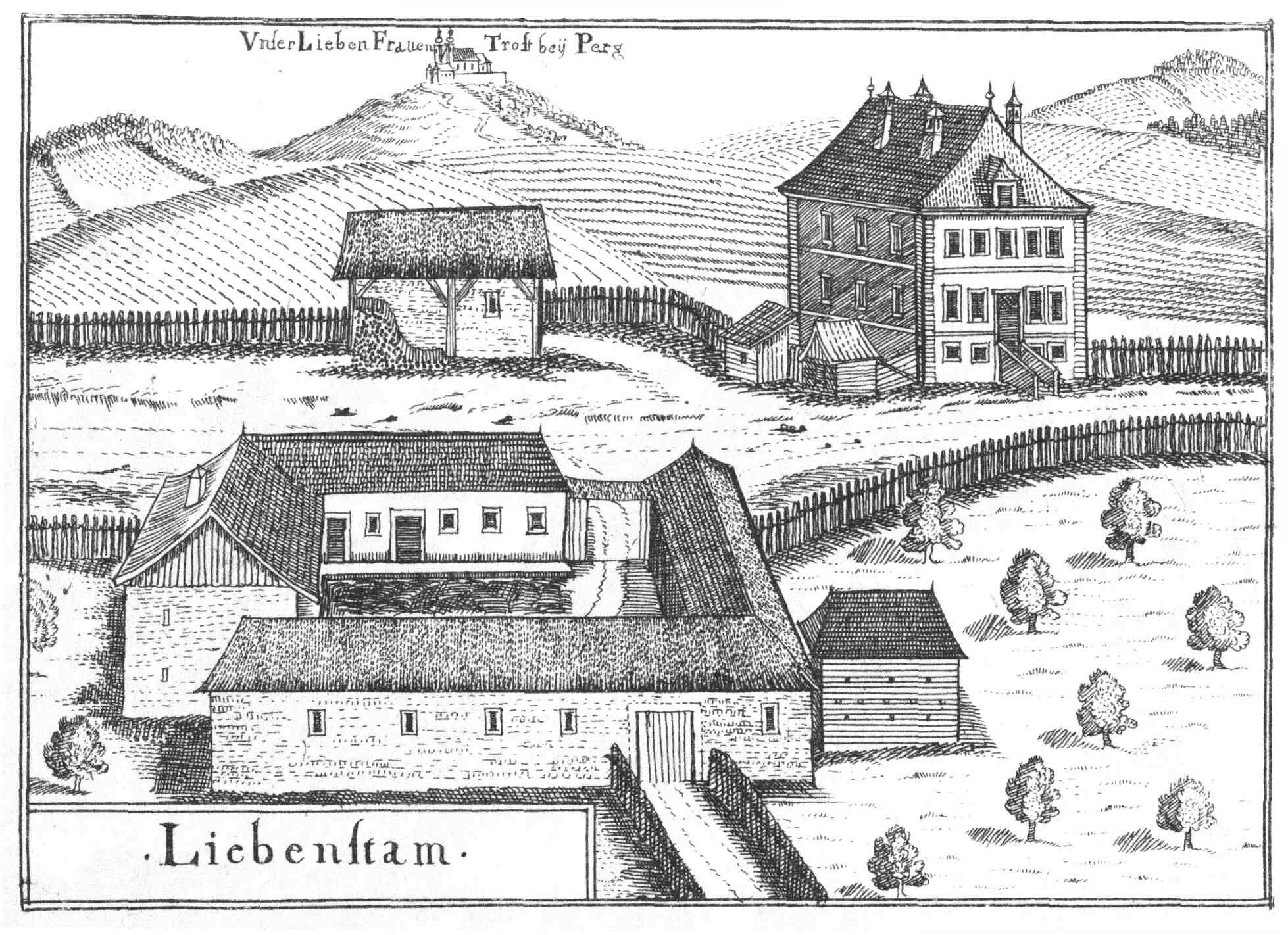
Schloss Liebenstein in Arnreit

Das Schloss Liebenstein lag in der Gemeinde Arnreit im Bezirk Rohrbach von Oberösterreich.
Das Schloss soll um 1450 von Hardneid von Losenstein erbaut worden sein. Dann ist es an die Herren von Starhemberg gekommen.
Das Schloss war nach einem Stich von Georg Matthäus Vischer von 1674 ein dreigeschoßiges Gebäude mit rechteckigem Grundriss und Walmdach. Daneben lag der Meierhof, der mit dem Schloss durch einen Palisadenzaun verbunden war. Das Schloss soll nächst dem Bauernhaus Mair und der dortigen Kapelle gestanden sein („Schlosswiese“). Von dem Schloss ist nichts mehr erhalten, auch die Lokalisation ist unsicher.